# هری برکاس
هری برکاس (انگلیسی: Harry Barkas; ۲۱ ژانویهٔ ۱۹۰۶ – ۱۹۷۴ (۶۷−۶۸ سال)) بازیکن فوتبال اهل بریتانیا بود.
از باشگاه‌هایی که در آن بازی کرده‌است می‌توان به باشگاه فوتبال لیورپول، باشگاه فوتبال ساوت شیلدز، و باشگاه فوتبال گیتزهد اشاره کرد.